# Felicitare de Crăciun

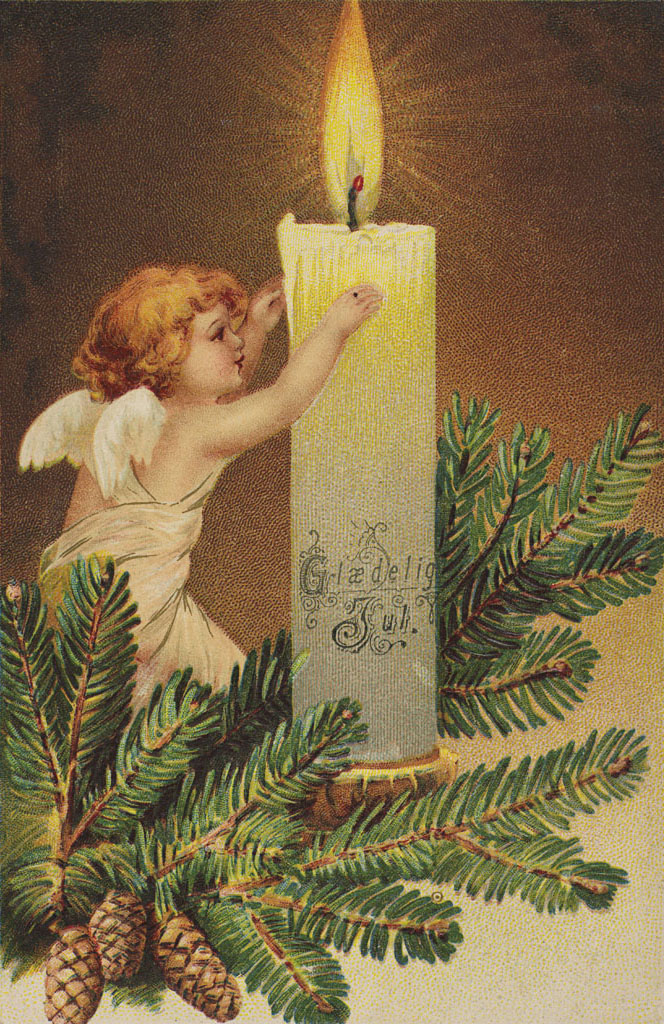
Felicitare de Crăciun norvegiană

O felicitare de Crăciun este o felicitare trimisă ca parte a sărbătorii tradiționale  a Crăciunului cu scopul de a transmite o gamă de sentimente legate de Crăciun și de sezonul de sărbători de iarnă. Felicitările de Crăciun sunt de obicei trimise în timpul săptămânilor anterioare zilei de Crăciun de către mai multe persoane (inclusiv de cei care nu sunt creștini) în societatea occidentală, Europa și în Asia. Salutul tradițional este de obicei "vă doresc un Crăciun Fericit și un An Nou Fericit". Există, de asemenea, variații nenumărate ale acestui salut, multe felicitări care exprimă mai mult un sentiment religios sau care conțin un poem, o rugăciune sau un verset biblic; altele sunt neutre din punct de vedere religios conținând saluturi și felicitări cu ocazia tuturor sărbătorilor de sezon. Mesajele de Crăciun pot fi trimise mai nou și prin SMS-uri sau e-mail-uri.
O felicitare de Crăciun este de obicei proiectată comercial și cumpărată pentru această ocazie. Conținutul felicitării se poate referi direct la semnificația Crăciunului conținând reprezentări ale Nașterii lui Iisus sau alte simboluri creștine, cum ar fi Steaua din Bethleem sau un porumbel alb, reprezentând atât Duhul Sfânt cât și pacea. Multe felicitări de Crăciun prezintă tradiții de Crăciun, cum ar fi figuri sezoniere (de exemplu, Moș Crăciun, oameni de zăpadă sau reni), obiecte asociate cu Crăciunul cum ar fi lumânări, frunze de laur , globuri și pomi de Crăciun, precum și activități de Crăciun, cum ar fi cumpărături, colindat, petreceri și/sau alte aspecte ale sezonului, cum ar fi zăpada și faună sălbatică caracteristică nordului înghețat. 
Unele felicitări laice descriu scene nostalgice din trecut, cum ar fi cumpărători în crinoline pe străzile secolului al XIX-lea; altele sunt pline de umor, mai ales cele cu reprezentări vechi ale lui Moș Crăciun și ale elfilor acestuia. 

## Istorie

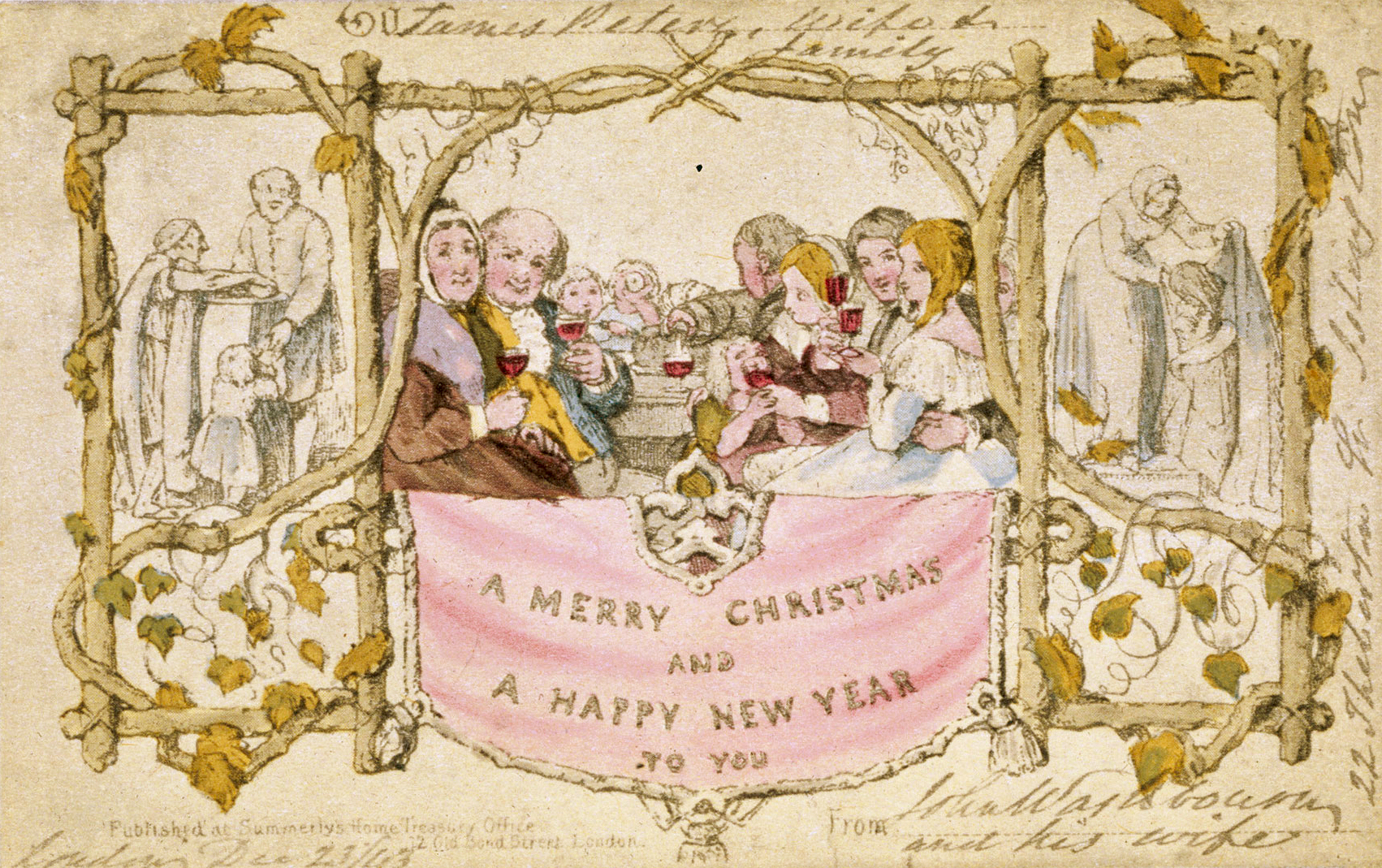
Prima felicitare commercială de Crăciun, desenată de John Callcott Horsley pentru Henry Cole în 1843

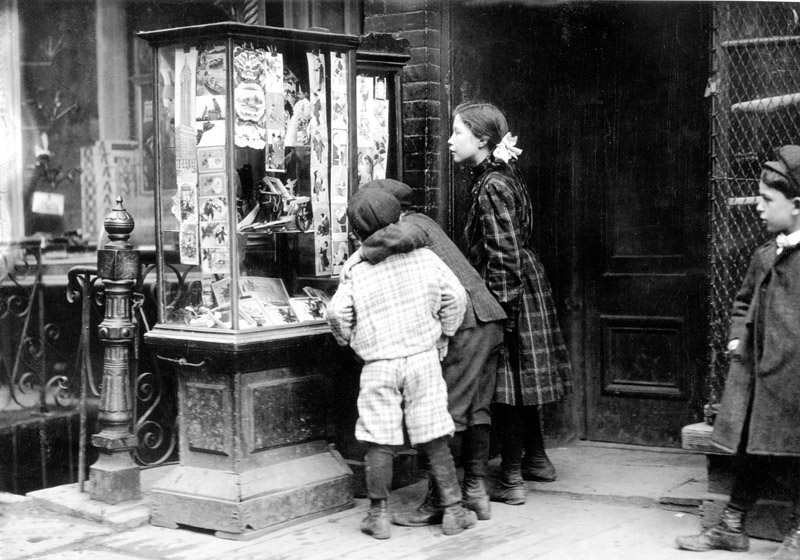
Copii privind felicitări de Crăciun în New York, 1910

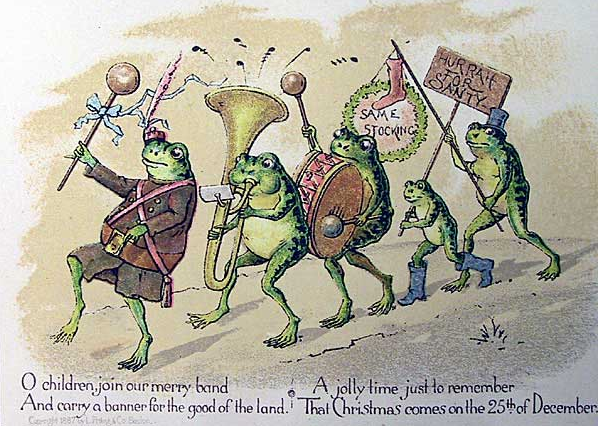
Felicitare de Crăciun de Louis Prang, prezentând un grup de broaște antropomorfizate cu pancarte și muzică.

Primele felicitări de Crăciun au fost comandate de către Sir Henry Cole și ilustrate de către John Callcott Horsley la Londra, la 1 mai 1843. Imaginea din centru prezenta trei generații ale unei familii care țin un toast pentru destinatarul felicitării: pe fiecare parte sunt prezentate scene de caritate, cu alimente și îmbrăcăminte destinate săracilor. Se pare că imaginea cu vinul băut împreună de întreaga familie s-a dovedit a fi controversată, dar ideea a fost perspicace. Două loturi având un total de 2050 felicitări au fost tipărite și vândute în acel an pentru un șiling fiecare.